# Turn Off the Light
«Turn Off the Light» (с англ. — «Выключите свет») — песня канадской певицы Нелли Фуртадо. Она была написана Фуртадо и спродюсирована Джеральдом Итоном и Брайаном Уэстом и Фуртадо для её дебютного студийного альбома Whoa, Nelly! (2000). Выпущенная в качестве второго сингла альбома 2 июля 2001 года лейблом DreamWorks Records, она стала мировым хитом, заняв первое место в Португалии, Румынии и Новой Зеландии, четвёртое место в Великобритании и пятое место в США.

## Видеоклип
Существует два клипа на песню «Turn Off the Light»: андеграундная и обычная версии.
Обычная версия была снята режиссёром Софи Мюллер в Чайнатауне на Центральной площади в Лос-Анджелесе, Калифорния. Клип на обычную версию «Turn Off the Light» начинается на болоте, где Фуртадо сидит на краю бревна, а в болоте плавают люди. Она начинает петь первый куплет, а когда начинается припев, люди в болоте притягивают её к себе и начинают танцевать в болоте. Когда начинается второй куплет, Фуртадо появляется в храме и поёт, а танцоры выпрыгивают и танцуют с Фуртадо. Во время второй части припева её окружает группа в храме, и они танцуют вокруг неё, пока она поет. Во время бриджа Фуртадо находится в старом доме, поёт и играет на гитаре, а за её спиной и на гитаре развевается флаг Азорских островов (эта сцена интерполируется кадрами с диджеем, также с флагом Азорских островов за спиной, и танцующими топлесс мужчинами в юбках, напоминающих юбки в суфийском кружении). Видео заканчивается тем, что Фуртадо возвращается в храм и ест лапшу. Видеоклип к 2024 году собрал более 90 млн просмотров.
В андеграундном видео Фуртадо играет на гитаре в деревянном сарае, одетая в белый топ и джинсы. Она также покупает цветы. В клип вплетены закулисные кадры фотосессии для обложки Whoa, Nelly!

## Коммерческий успех
Песня стала самой успешной песней Фуртадо на момент её выхода. В Новой Зеландии она стала её первым синглом номер один и продержалась в чарте 27 недель. «Turn Off the Light» была сертифицирована Recorded Music NZ как золотая за продажи более 5 000 копий Песня стала второй по успешности песней Новой Зеландии в 2001 году, уступив песне Крейга Дэвида «Walking Away». Она достигла пика на 5 месте в американском Billboard Hot 100 10 ноября 2001 года. Также был выпущен ремикс с участием рэперов Ms. Jade и Timbaland, а танцевальный ремикс возглавил чарт Billboard Hot Dance Music/Club Play. В Австралии, хотя песня достигла вершины на 7 месте, она оставалась в топ-50 в течение 21 недели и была сертифицирована как платиновая за продажи свыше 70 000 копий. Песня дебютировала и достигла вершины под номером 4 в UK Singles Chart, став вторым синглом Фуртадо, попавшим в топ-5, и достигла номера 2 в UK R&B Singles and Albums Charts.

## Список композиций
UK CD maxi-single
1. «Turn Off the Light»
2. «Turn Off the Light» (remix featuring Ms. Jade and Timbaland)
3. «I'm Like a Bird» (acoustic version)
4. «Turn Off the Light» (video)

## Чарты

### Еженедельные чарты
| Чарт (2001—2002)                                                         | Высшая позиция |
| ------------------------------------------------------------------------ | -------------- |
| Австралия (ARIA)                                                         | 7              |
| Австрия (Ö3 Austria Top 40)                                              | 22             |
| Бельгия/Фландрия (Ultratop 50)                                           | 13             |
| Бельгия/Валлония (Ultratip)                                              | 8              |
| Франция (SNEP)                                                           | 46             |
| Германия (GfK)                                                           | 31             |
| Венгрия (Mahasz)                                                         | 3              |
| Ирландия (IRMA)                                                          | 5              |
| Италия (FIMI)                                                            | 50             |
| Нидерланды (Dutch Top 40)                                                | 7              |
| Нидерланды (Single Top 100)                                              | 10             |
| Новая Зеландия (Recorded Music NZ)                                       | 1              |
| Норвегия (VG-lista)                                                      | 5              |
| Португалия (AFP)                                                         | 1              |
| Румыния (Romanian Top 100)                                               | 1              |
| Шотландия (Scottish Singles Chart)                                       | 3              |
| Швеция (Sverigetopplistan)                                               | 9              |
| Швейцария (Schweizer Hitparade)                                          | 2              |
| Великобритания (UK Singles Chart)                                        | 4              |
| Великобритания (UK R&B Chart)                                            | 2              |
| США (Billboard Hot 100)                                                  | 5              |
| США (Billboard Adult Top 40)                                             | 11             |
| США (Billboard Dance Club Songs) · Remixes                               | 1              |
| США (Billboard Hot R&B/Hip-Hop Songs) · Featuring Ms. Jade and Timbaland | 52             |
| США (Billboard Mainstream Top 40)                                        | 3              |
| США (Billboard Rhythmic) · Featuring Ms. Jade and Timbaland              | 4              |

## Сертификации
| Регион | Сертификация | Продажи |
| --- | ------------ | ------- |
| Австралия (ARIA) | Платиновый   | 70 000^ |
| Новая Зеландия (RMNZ) | Золотой      | 5000*   |
| Норвегия (IFPI Norway) | Золотой      |         |
| Швейцария (IFPI Switzerland) | Золотой      | 20 000^ |
| Великобритания (BPI) | Серебряный   | 200 000 |
| * Данные о продажах приведены только на основе сертификации. · ^ Данные о тиражах приведены только на основе сертификации. · Данные о продажах + прослушиваниях приведены только на основе сертификации. |              |         |